# Curie Point
Der Curie Point (französisch Pointe P. Curie) ist eine Landspitze, die den nordöstlichen Ausläufer der Doumer-Insel im westantarktischen Palmer-Archipel bildet. Ihr nordöstlich vorgelagert liegt die Stock Bay der Wiencke-Insel.
Teilnehmer der Vierten Französischen Antarktisexpedition (1903–1905) unter der Leitung des Polarforschers Jean-Baptiste Charcot kartierten die Landspitze. Charcot benannte sie nach dem französischen Chemiker Pierre Curie (1859–1906). Das UK Antarctic Place-Names Committee übertrug am 21. November 1949 die französische Benennung ins Englische.